# St. Cyriacus (Weyer)

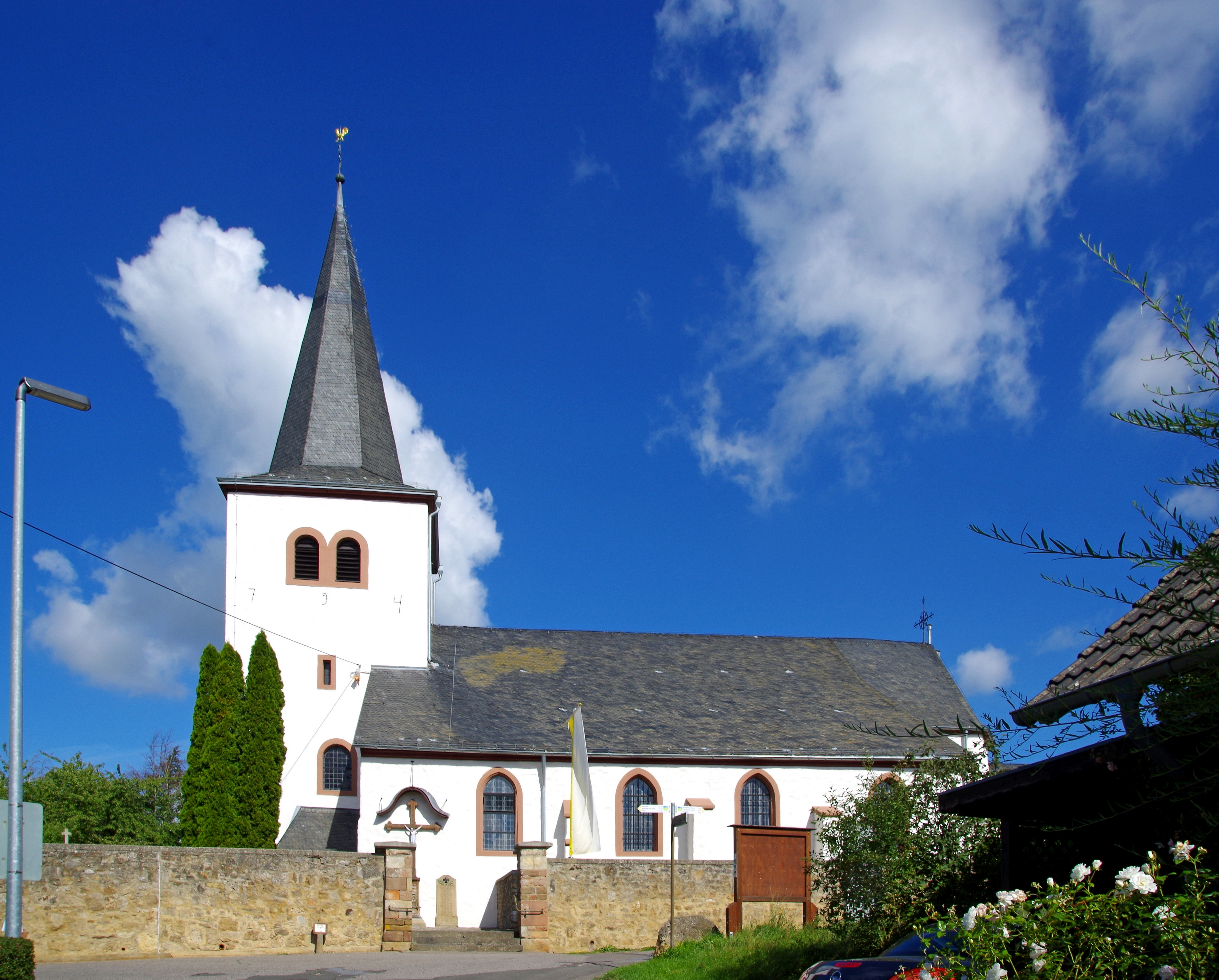
Kirche St. Cyriacus in Weyer

Die katholische Pfarrkirche St. Cyriacus in Weyer, einem Ortsteil der Gemeinde Mechernich im Kreis Euskirchen im Süden von Nordrhein-Westfalen, wurde um 1187 das erste Mal als eine dem Kloster Steinfeld inkorporierte Kirche erwähnt.
Die dem heiligen Cyriacus geweihte Kirche ist ein geschütztes Baudenkmal und befand sich über einem fränkischen Gräberfeld. Sie liegt auf einer Anhöhe am Rande des Ortes inmitten eines ummauerten Friedhofs.

## Baugeschichte und heutige Ansichten
Die Pfarrkirche war ursprünglich eine aus dem 12. Jahrhundert stammende kleine hochromanische Basilika. Die katholische Pfarrkirche St. Cyriakus liegt auf einer Anhöhe am Rande des heutigen Dorfes Weyer, dessen Ortsname sich als Wiere bereits im frühmittelalterlichen Güterverzeichnis der Abtei Prüm findet. Auf das Frühmittelalter gehen auch sogenannte Steinplattengräber zurück, die im Umfeld der Kirche wiederholt gefunden wurden. Wann genau die erste Kirche hier errichtet wurde, liegt im Dunkeln. Das Patronat besaß der Herzog von Arenberg. Bei dieser hochmittelalterlichen Kirche handelte es sich um eine dreischiffige romanische Pfeilerbasilika mit Querschiff und vorgesetztem Westturm. Erhalten geblieben ist der Westturm aus verputztem Bruchstein ohne Gliederung, mit Kreuzgratgewölbe auf kantigen Eckpfeilern in der Turmhalle; in seinem Aufbau erfolgten Veränderung 1788. Um 1500 vollzog sich in zwei Bauphasen der Umbau zu einer niedrigen spätgotischen Hallenkirche mit dreiseitigem Chorschluss. Gotische Merkmale sind beispielsweise die Spitzbogenfenster und das Stern- und Netzgewölbe im Hauptschiff sowie das Kreuzrippengewölbe der Seitenschiffe. Im heutigen Kirchenbau sind die vermauerten, teilweise von spätgotischem Gewölbe überschnittenen Rundbogenfenstern im Obergaden und die ungleich gestalteten Pfeiler noch sichtbare Hinweise auf die romanische Basilika. Reste dieses Baus fand man auch im Zuge von Renovierungsarbeiten im Jahr 1991.
Von 1788 bis 1794 wurde der wahrscheinlich noch von der kleinen romanischen Kirche stammende und aus Bruchstein bestehende Turm erneuert, der von einem spitzen Helm bekrönt wird. An allen Seiten befinden sich gekuppelte Rundbogenfenster.

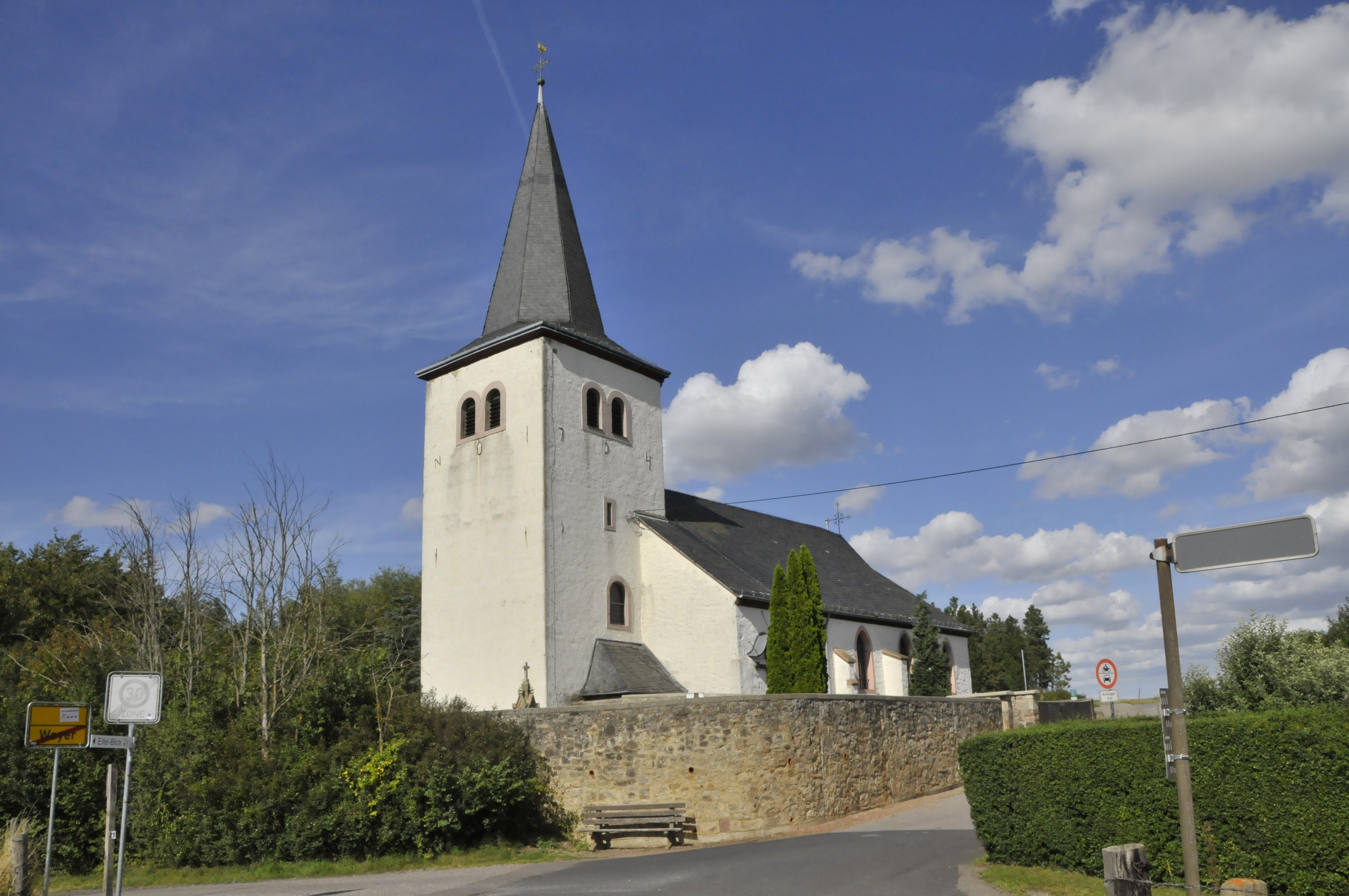
Blick von Südwest auf den Kirchturm
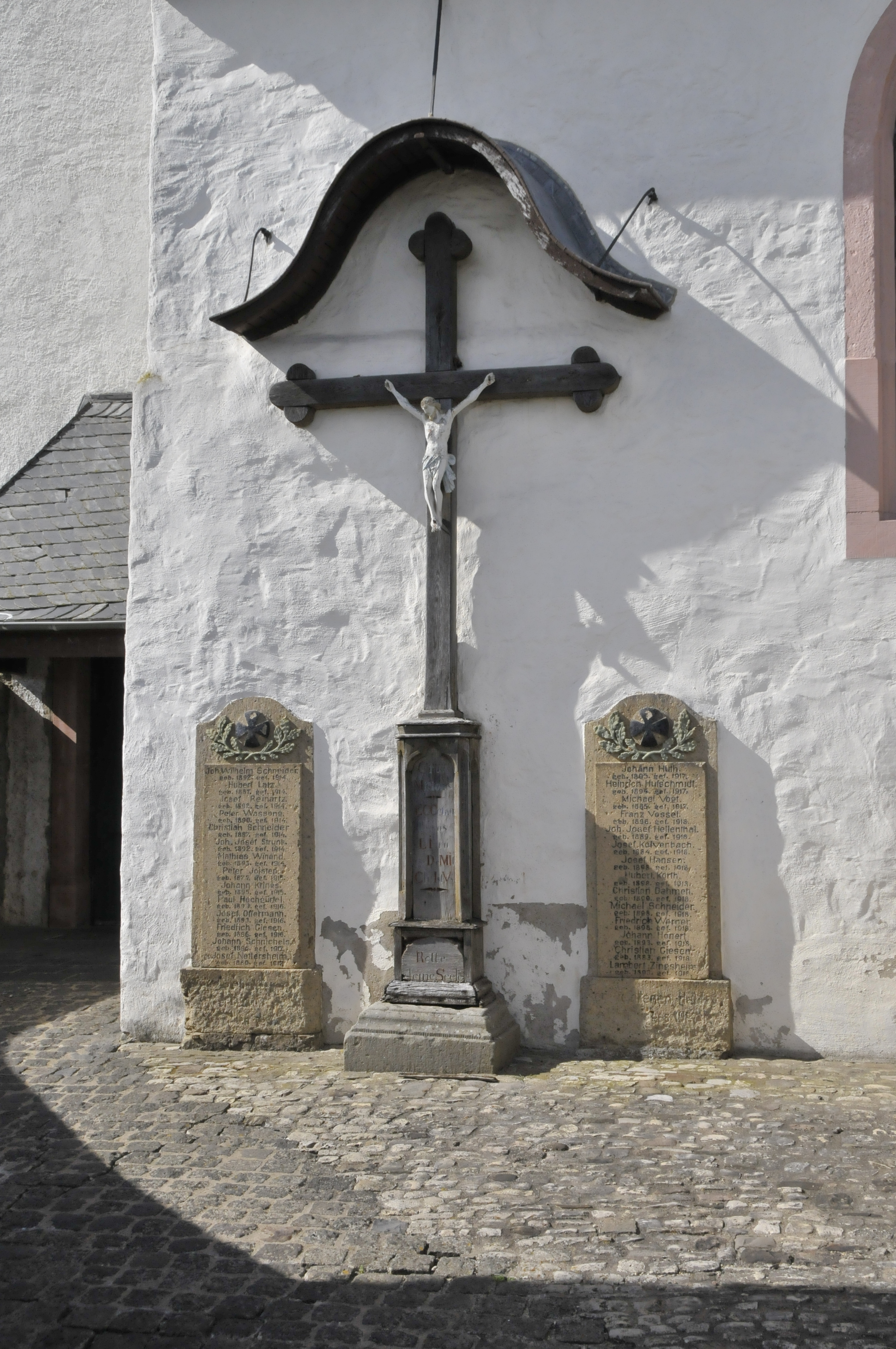
Kreuzigungsgruppe an der Südwand
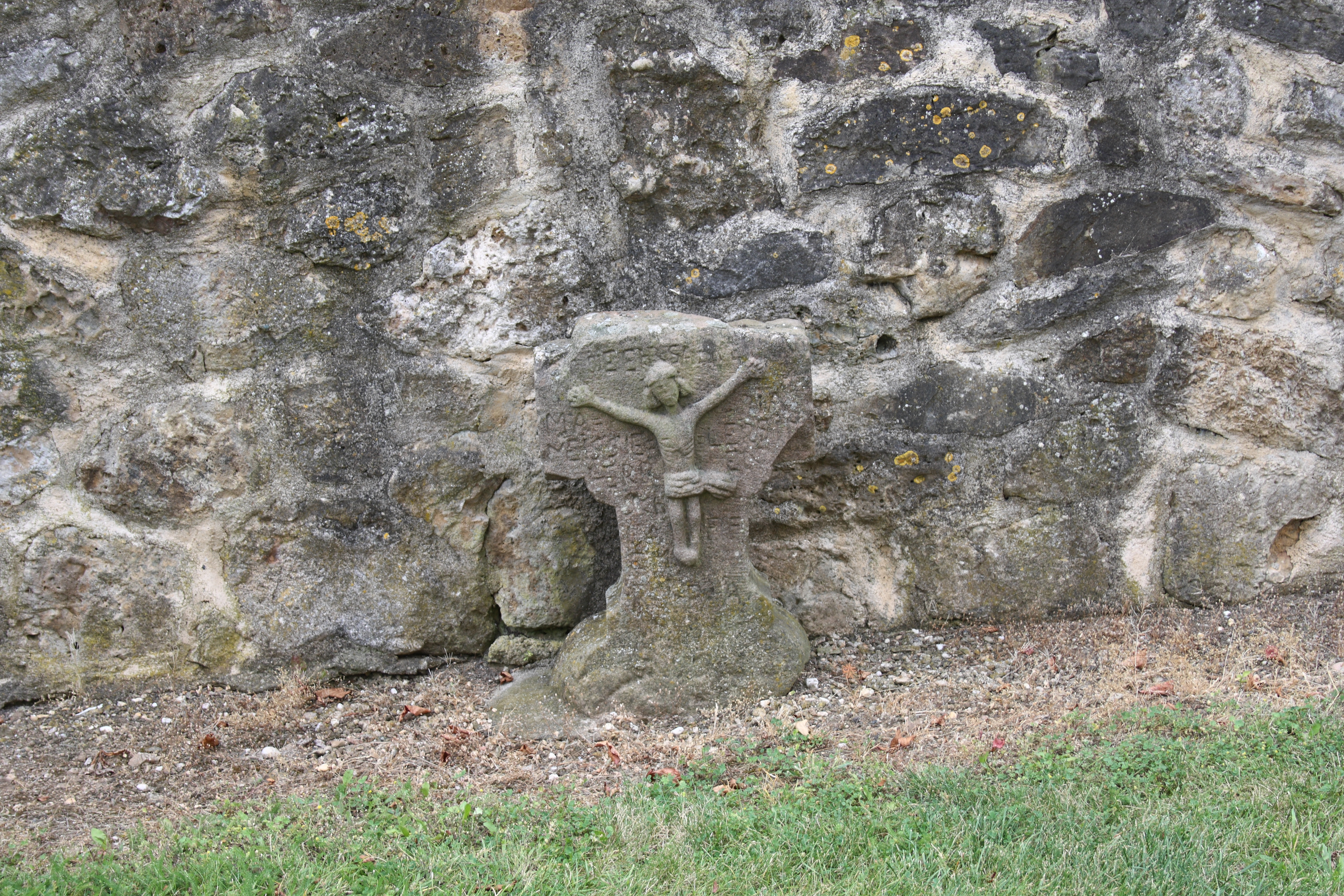
Kirchmauer mit altem Kreuz
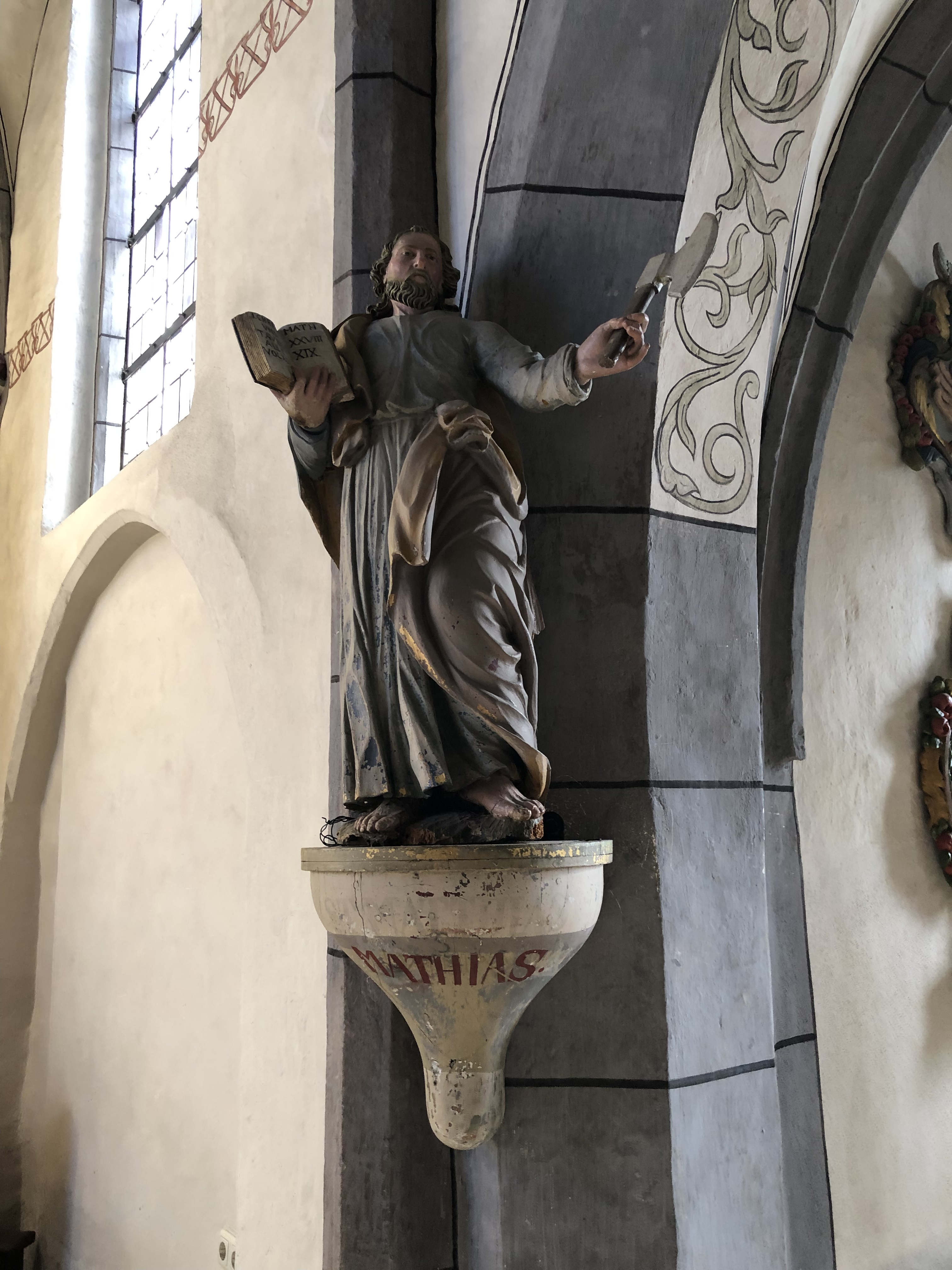
Heiliger Matthias
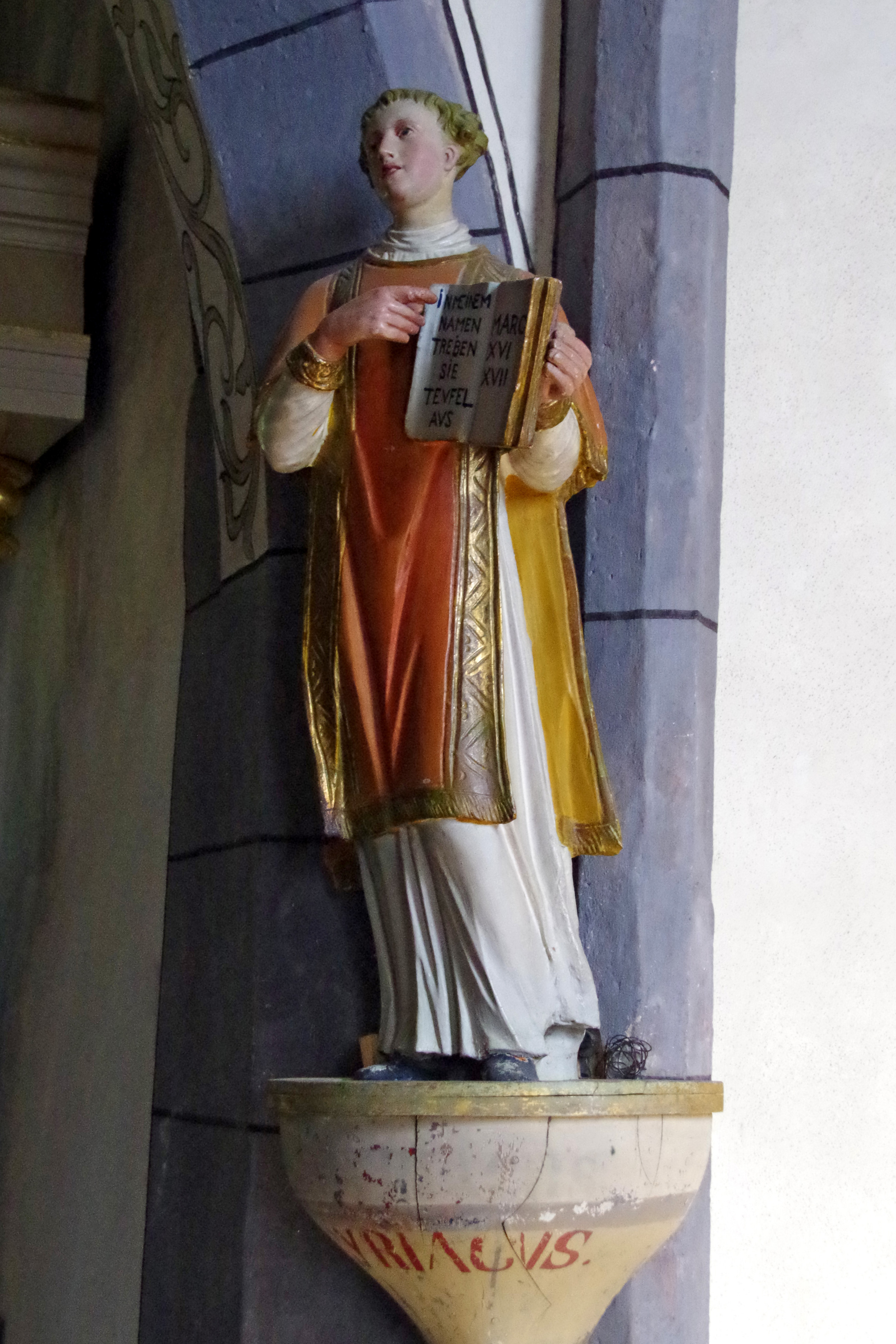
Heiliger Cyriakus
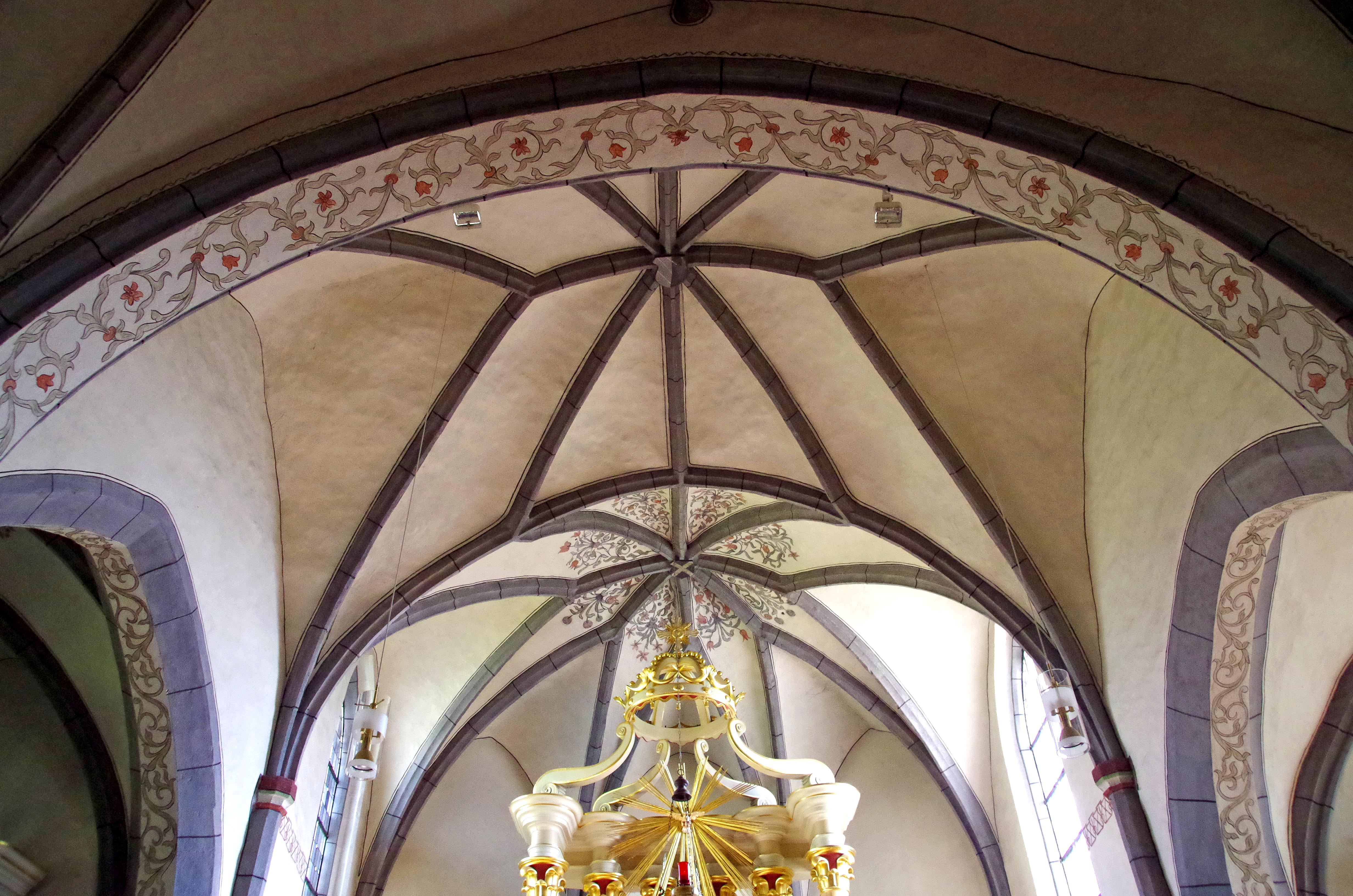
Vierungsgewölbe
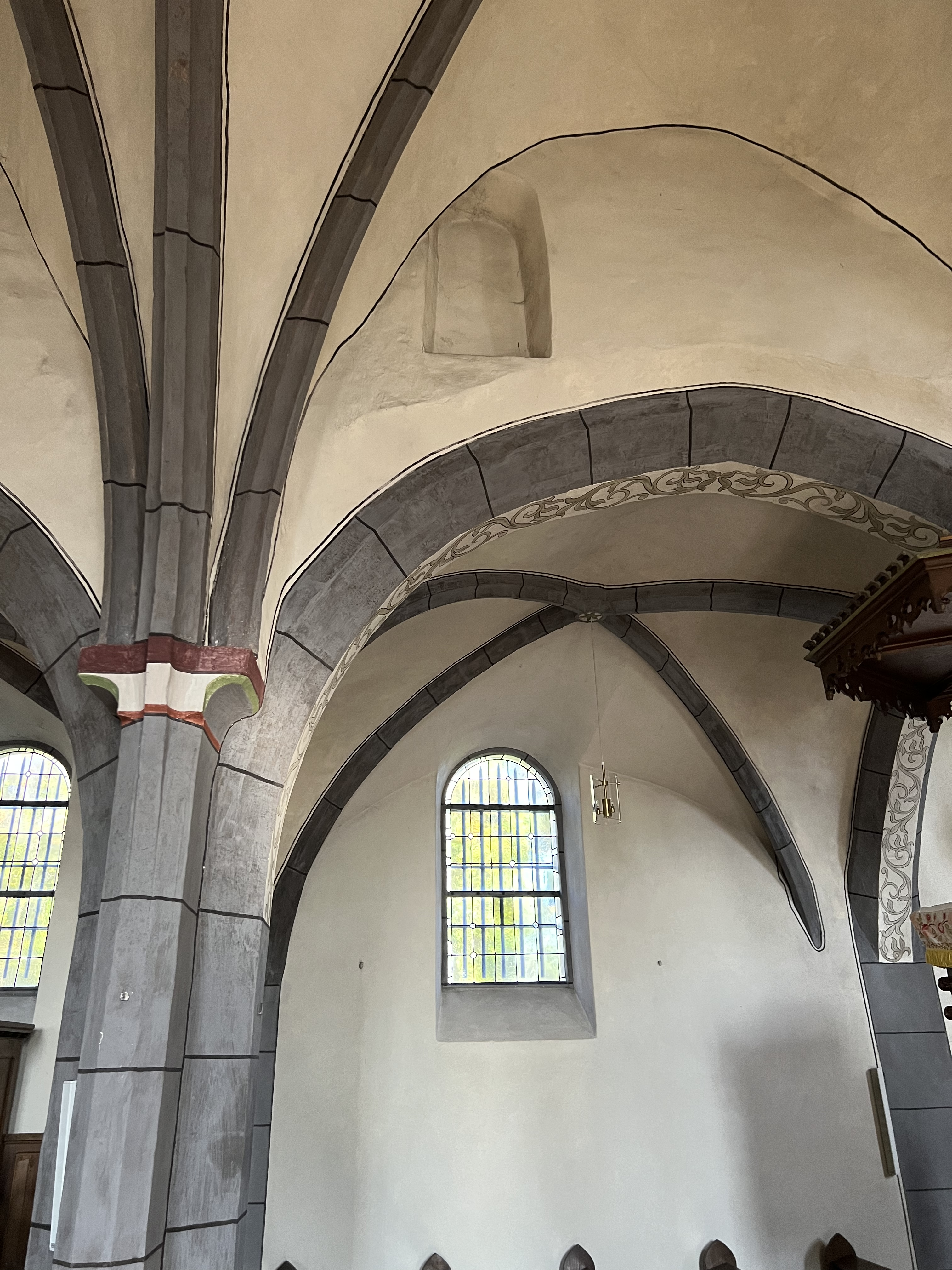
Zugemauertes Rundbogenfenster aus romanischer Zeit
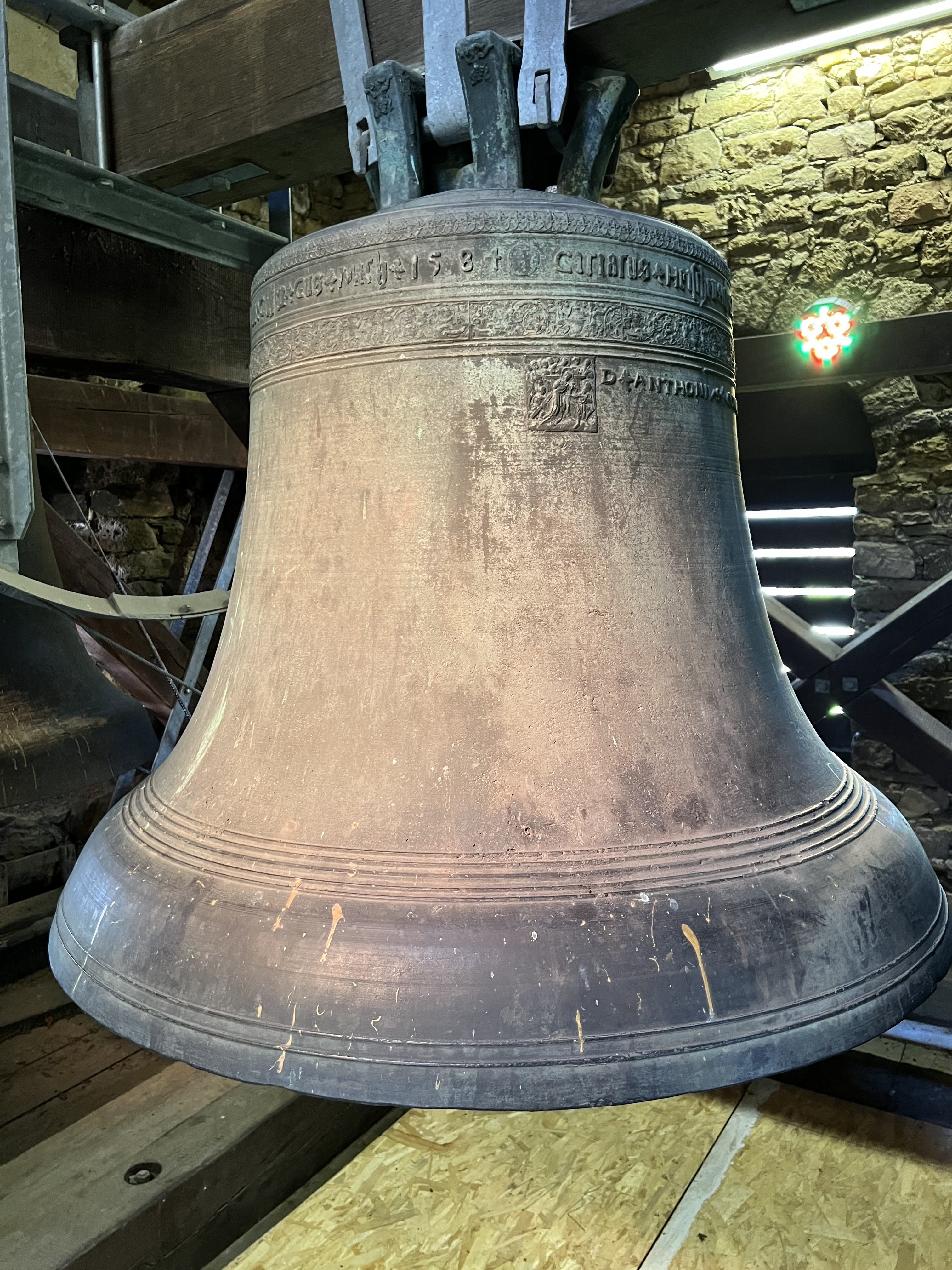
Cyriakusglocke von 1584
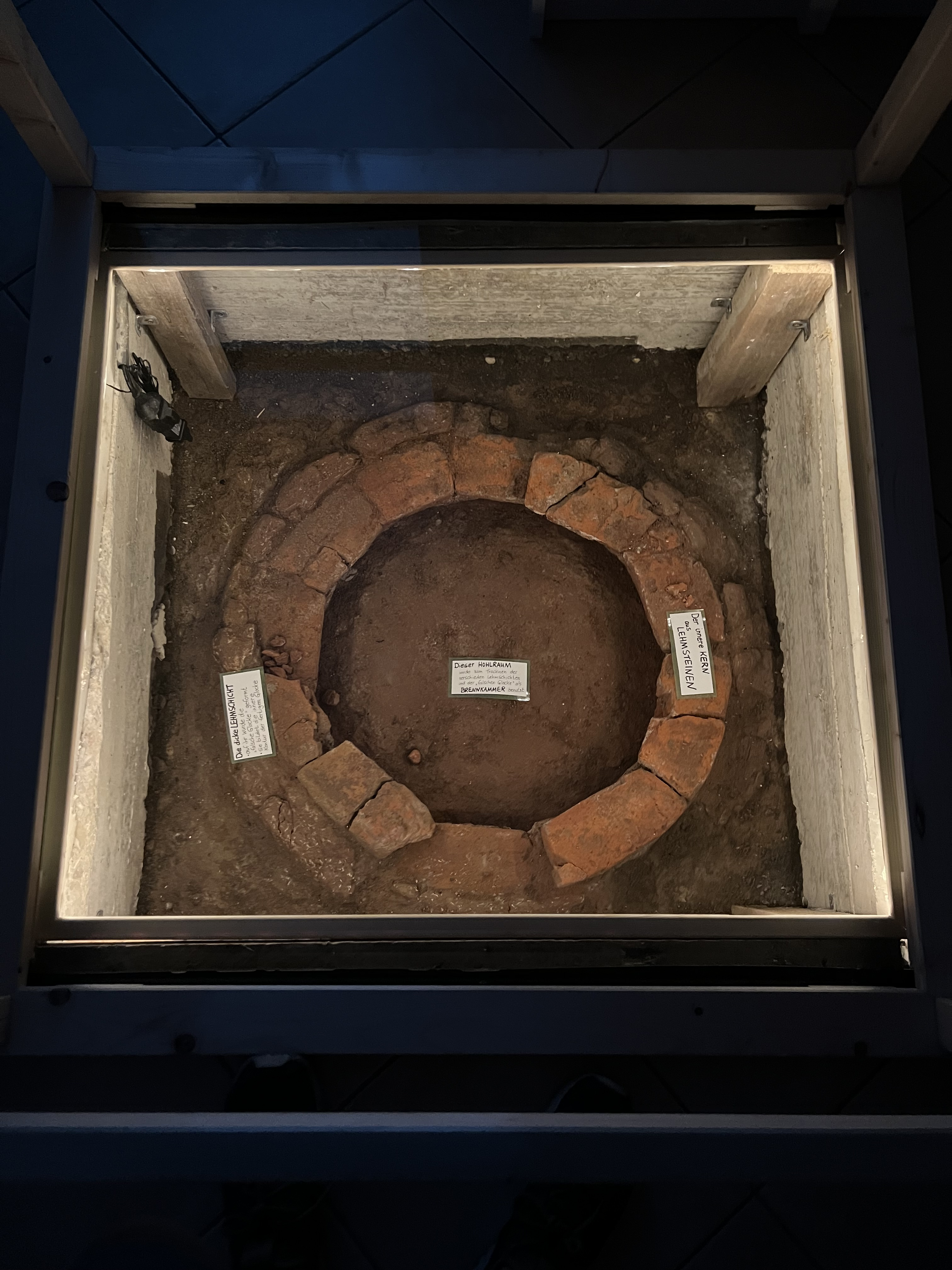
Glockengrube der Cyriakusglocke in Weyer
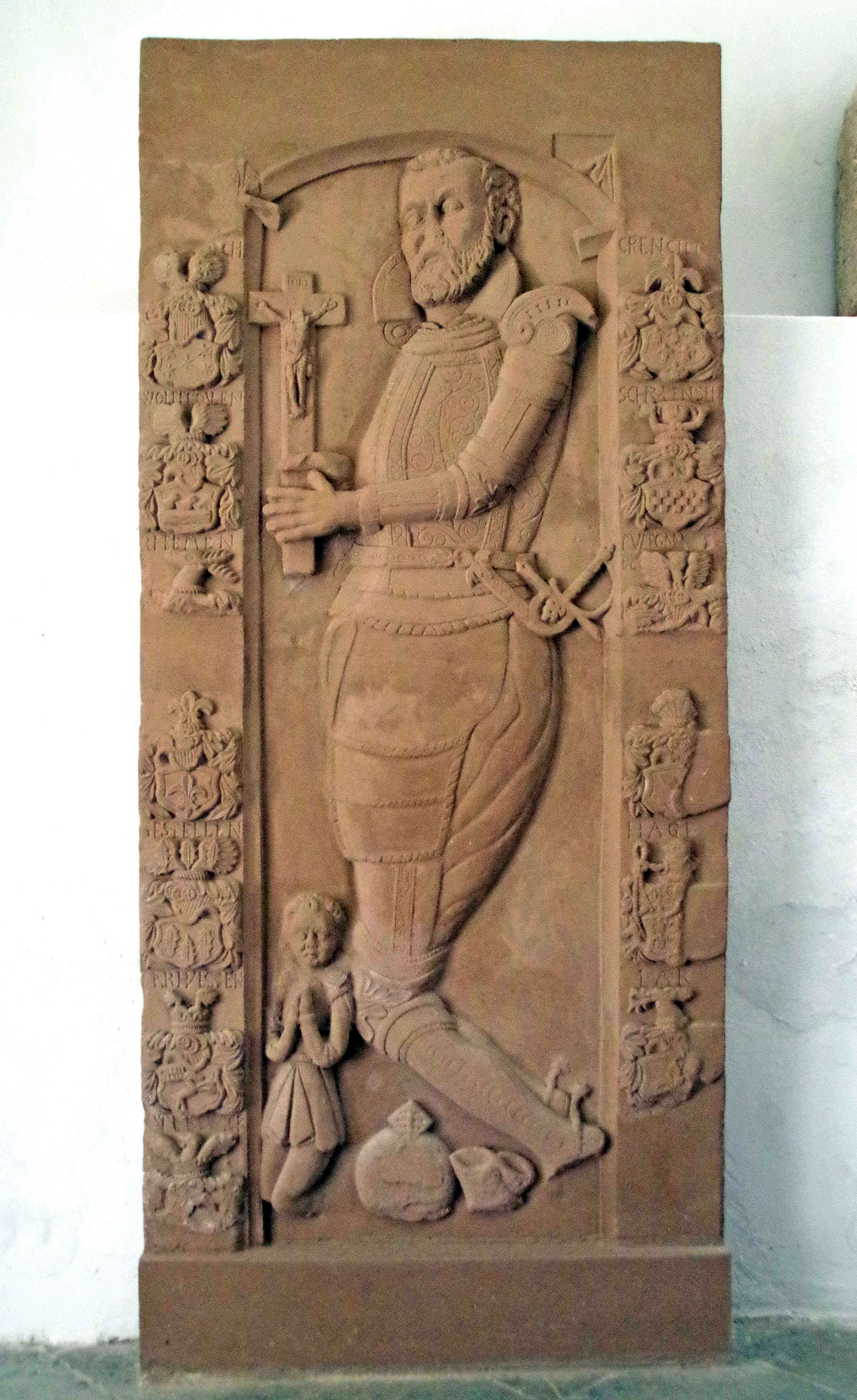
Epitaph des Hermann von Hambroich  im Turm

## Ausstattung

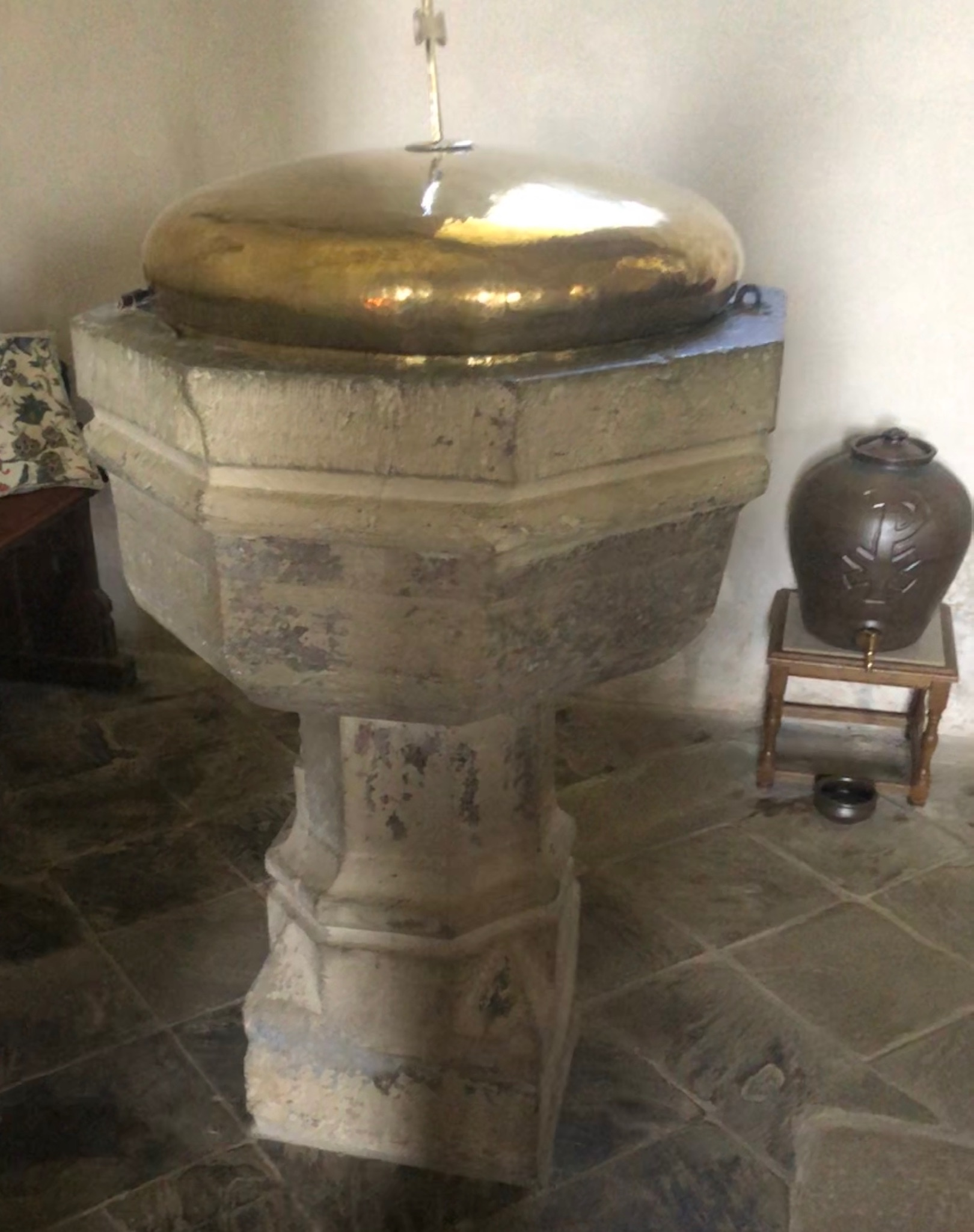
Taufstein (16. Jahrhundert)

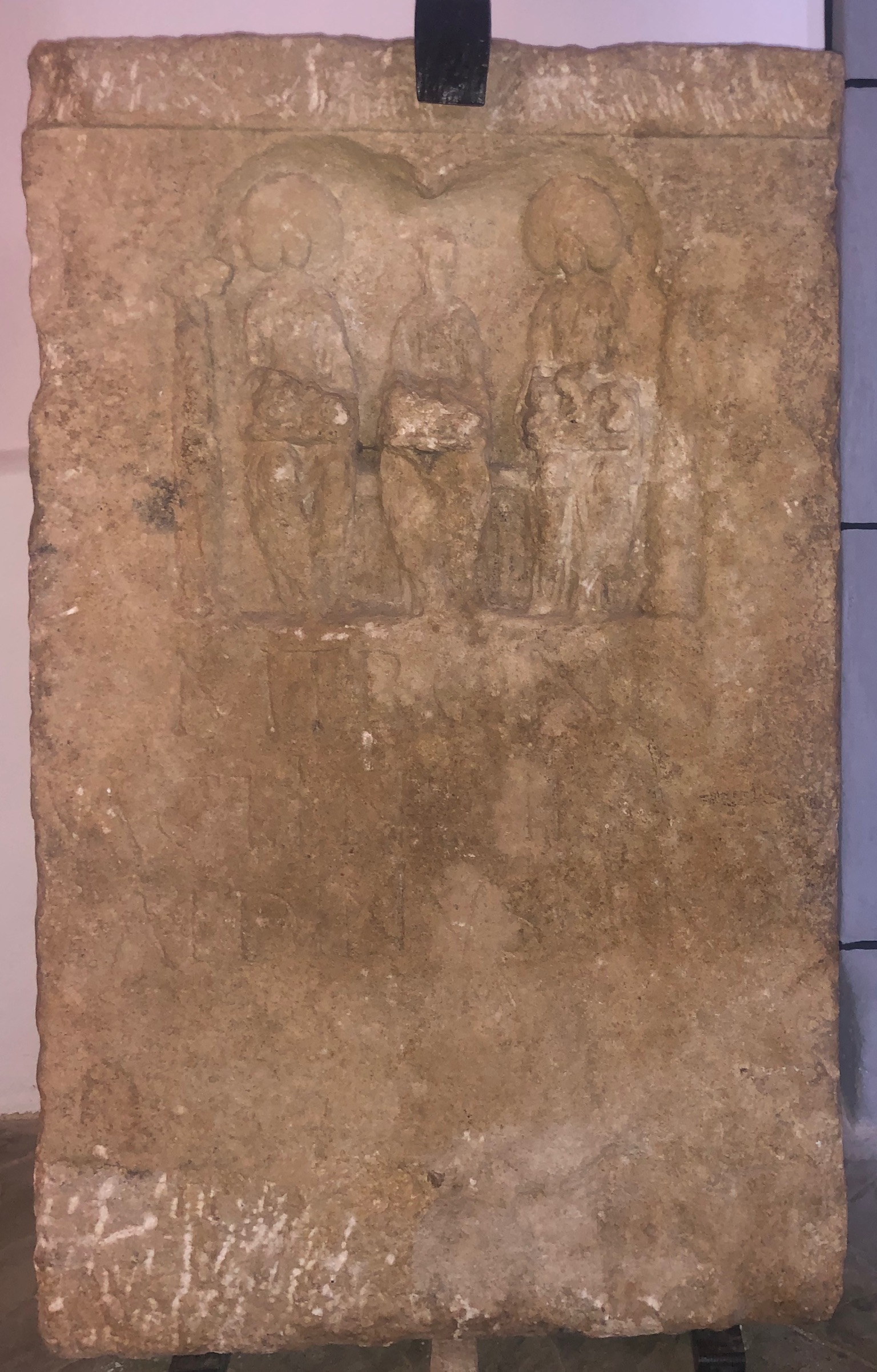
Matronenstein

Von der Ausstattung sind besonders hervorzuheben: hölzerne Embleme der Fünf Wunden Christi in Rokokokartuschen (18. Jahrhundert, entstanden durch die im Jahre 1650 in Weyer eingeführte Fünf-Wunden-Bruderschaft; heute aus ihrem ursprünglichen Zusammenhang gerissen), Taufbecken des 16. Jahrhunderts aus Blaustein in breiter Becherform, der Fuß mit spätgotischem Eckübergang, Orgelprospekt (angeblich aus dem 17. Jahrhundert und aus dem Kloster Steinfeld), Tabernakelaltar aus Holz (18. Jahrhundert, von sechs hohen freistehenden Säulen umstellt, die eine große volutengestützte Krone als Baldachin tragen), die beiden Seitenaltäre mit Freisäulen (18. Jahrhundert), Kommunionbank, Kanzel, Bestuhlung und zwei Beichtstühle in neugotischen Formen. Im Kirchenraum und in der Sakristei sind mehrere Holzfiguren des 18. Jahrhunderts erhalten (Angaben der Figurhöhen in Meter): Franziskus (1,20), Rochus in Schäfertracht (1,00), Matthias (1,05), Madonna zu Cäcilia umgearbeitet (0,69), Sebastian (1,06), Hermann-Josef (0,93) und Cyriakus (1,00). Der heilige Cyriakus hat ein aufgeschlagenes Buch in den Händen. In Diesem lesen wir aus dem Markusevangelium den Satz: In meinem Namen treiben Sie Teufel aus. In der Seitenschiffwand steht das Epitaph des Hermann von Hambroich (gestorben 1614) aus rotem Sandstein (0,95 mal 2,40 Meter). Hermann von Hambroich war Amtmann zu Liedberg und mit Christiane Krümmel aus Nettersheim liiert. Seit 2002 hat die Pfarrkirche einen neuen aus Travertinblöcken hergestellten Zelebrationsaltar.
Bei den Renovierungsarbeiten im Jahr 1991 sorgte ein überraschend im gemauerten Block des Hauptaltars zutage getretener Fund für Aufsehen. Als sogenannte Spolie fand sich ein gut erhaltener Matronenstein des 2. Jahrhunderts. Die Inschrift unterhalb der Darstellung der drei Matronen besagt, dass Lucius Caldinius Firminius den Vaccalinehischen Matronen diesen Weihestein setzte. Für die Nutzung des Steins im christlichen Kontext waren auf seiner Rückseite fünf Kreuze und eine Vertiefung für die Aufnahme einer Reliquie eingeschlagen worden. Ein Heiligtum dieser Matronen liegt nur etwa 4 Kilometer entfernt im Wald zwischen Nöthen und Pesch; vielleicht stammt der Stein von dort. Der Matronenstein befindet sich heute im Vorraum der Kirche.
Die älteste Glocke mit Schlagton gis stammt von 1584 und wurde, laut Inschrift, in Weyer durch Heinrich van Collen gegossen. Sie ist reich mit Inschrift, Zierband und drei Relief mit Bibelszenen geschmückt. Eine größere Glocke mit der Inschrift: Maria Regina Pacis und eine kleinere mit der Inschrift St. Matthias O.P.N. sind aus dem Jahr 1949.